# Starożytni Egipcjanie

## Język
Mieszkańcy Egiptu porozumiewali się w różnych okresach różnymi językami.
- archaiczny język egipski † – okres wczesnodynastyczny
- język staroegipski † – 3180-2240 p.n.e.
- język średnioegipski † – 2240-1990 p.n.e./394 n.e.
- język nowoegipski † – 1573-715 p.n.e.
- Język demotyczny † – XXVI dynastii-450
- Język koptyjski – od czasów rzymskich (obecnie tylko język liturgiczny)

### Religia starożytnych Egipcjan
Starożytni Egipcjanie wierzyli w wielu bogów (politeizm). Bardzo ważne w ich religii było życie po śmierci. Zgodnie z ich systemem wierzeń by móc żyć wiecznie potrzebne jest dobrze zachowane ciało. Dlatego mumifikowali ciała zmarłych. Najważniejsza była mumifikacja króla i członków jego rodziny, ponieważ faraon i jego rodzina byli uznawani za ziemskie wcielenie bóstw.
Na pewien czas w Egipcie religią państwową był monoteizm. Faraon Echnaton z XVIII dynastii, zwany heretykiem zakazał kultu wielu bogów i wprowadził jednego – Atona. Po jego śmierci, za panowania jego syna Tutanchamona przywrócono władzę bóstwom Egiptu. Całkowicie kult Atona zanikł po śmierci Tutanchamona.

### Chrześcijaństwo i islam
W okresie bizantyjskim kulty egipskie zastąpione całkowicie przez chrześcijaństwo, które było religią państwową cesarstwa. W 392 cesarz Teodozjusz I Wielki nakazał zamknąć na zawsze wszystkie pogańskie (w tym egipskie) świątynie. Był to poważny cios dla kultury starożytnej Egiptu (który był jedną z prowincji cesarstwa), ponieważ świątynie egipskie służyły nie tylko do oddawania czci bóstwom, lecz były również szkołami i bibliotekami. Koptowie (Egipcjanie od ok. 30 r. p.n.e.) przechodzili stopniowo na chrześcijaństwo i utworzyli egipski kościół chrześcijański – Kościół koptyjski. Nowy kościół pozostał w stosunkach z papiestwem i Bizancjum. Po Soborze chalcedońskim  doszło do rozłamu na prawowiernych i melchitów, czyli katolików.
Po schizmie wschodniej kościół ten pozostał pod wpływem Konstantynopola i zerwał związki z Rzymem. Jego przywódcą jest do dziś Koptyjski patriarcha Aleksandrii.
W VII wieku Arabowie, którzy wcześniej podbili Syrię (prowincję Bizancjum), zaatakowali i podbili Egipt, Cyrenajkę i Trypolitanię. Przybywający tu z Biskiego Wschodu przynieśli tu nową monoteistyczną religię – islam. Chrześcijańscy Egipcjanie (Koptowie) podlegali islamizacji, czego efektem jest to, że dziś większość mieszkańców Egiptu to muzułmanie. Mimo to do dziś istnieją dwa kościoły koptyjskie:
- Koptyjski Kościół Ortodoksyjny
- Kościół katolicki obrządku koptyjskiego

Fellahowie (Arabowie zasymilowani z Koptami) w większości wybrali islam, jednak 20% egipskich Fellahów (zw. Fallahami) jest wyznawcami kościoła koptyjskiego.

## Asymilacja i potomkowie
Naród ten przestał istnieć po napływie muzułmańskich Arabów do Egiptu. Potomkami starożytnych Egipcjan są Koptowie i Fellahowie (Arabowie zasymilowani z Egipcjanami). Koptowie to Egipcjanie po podboju rzymskim.